# Edward Carrington

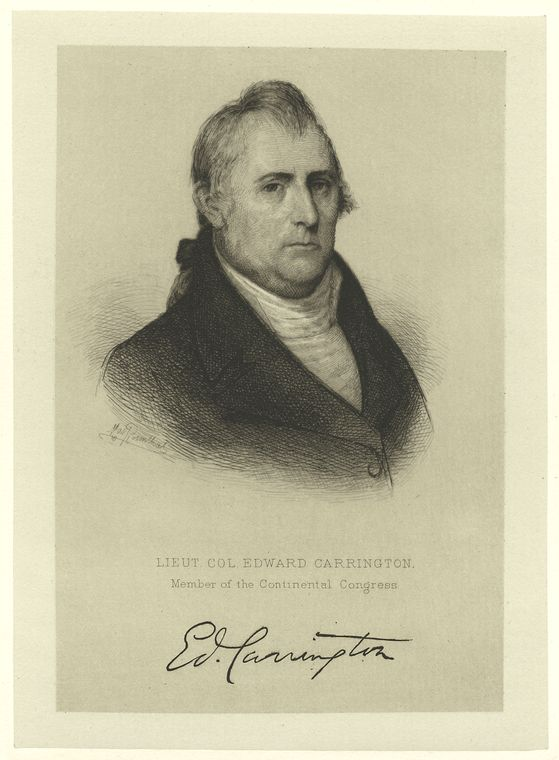
Edward Carrington

Edward Carrington (* 11. Februar 1748 im Goochland County, Colony of Virginia; † 28. Oktober 1810 in Richmond, Virginia) war ein US-amerikanischer Politiker. Zwischen 1786 und 1788 war er Delegierter für Virginia im Kontinentalkongress.

## Werdegang
Über die Jugend und Schulausbildung von Edward Carrington ist nichts überliefert. Auch über seinen Werdegang jenseits der Politik gibt es in den Quellen keine Angaben. In den 1770er Jahren schloss er sich der Revolutionsbewegung an. Während des Unabhängigkeitskrieges war er Oberstleutnant in der Kontinentalarmee. Zeitweise diente er unter General Nathanael Greene. Er nahm an mehreren Schlachten teil. Zwischen 1786 und 1788 vertrat er Virginia im Kontinentalkongress. Zwischen 1789 und 1791 war er US Marshal für Virginia. Zwischen 1807 und 1810 war er zwei Mal Bürgermeister von Richmond. Edward Carrington wurde auch als Vorsitzender der Geschworenen im Hochverratsprozess gegen den ehemaligen Vizepräsidenten Aaron Burr bekannt. Er starb am 28. Oktober 1810.